# Église de la Nativité-de-la-Sainte-Vierge de Bruys
L'église de la Nativité-de-la-Sainte-Vierge est une église située à Bruys, en France.

## Localisation
L'église est située sur la commune de Bruys, dans le département de l'Aisne.

## Historique
Le monument est classé au titre des monuments historiques en 1920.